# Anders Johan Eriksson
Anders Johan Eriksson, född 14 augusti 1848 i Glömminge församling, Kalmar län, död 2 mars 1927 i Glömminge församling, Kalmar län, var en svensk folkmusiker och stenarbetare.

## Biografi
Anders Johan Eriksson föddes 1848 på Ryd i Glömminge socken. Han byggde en fiol av takspån, som hade lärde sig sina första melodier på. Eriksson arbetade som stenarbetare. Han deltog vid Riksspelmansstämman på Skansen 1910 och avled 1927.

## Upptecknade låtar
År 1917 upptecknade Axel Boberg melodier efter Johansson. Senare kom även lektorn Gustaf Fredrik Steiner, Kalmar att uppteckna några melodier.
- Polska i C-dur.[3]
- Polska i D-dur.[3]
- Polska i A-moll.[3]
- Vals i A-moll.[3]
- Vals i C-dur.[3]
- Polska i C-dur.[3]
- Polska i A-dur.[3]
- Vals i A-dur.[3]
- Polska i D-dur.[3]
- Engelska i G-dur.[3]
- Ryska polskan i G-dur.[3]
- Sjömansvisa "Det kom ett skepp från Gibraltars stad".[3]
- Brudmarsch i D-dur.[3]
- Kadrilj i D-dur.[3]
- Polska i A-moll.[3]
- Polska i G-dur.[3]
- Vals i G-dur.[3]
- Vals i D-dur.[3]
- Vals i G-dur.[3]
- Brudmarsch i D-dur efter Lindström.[3]
- Polska i D-dur, komponerad av Eriksson.[3]
- Brudmarsch i D-dur.[3]
- Vals i G-dur.[3]
- Vals i G-dur efter Jakob.[3]
- Polska i A-dur.[3]
- Polkett i A-dur.[3]
- Polkett i G-dur.[3]
- Vals i G-dur.[3]